# Accident d'un DC-6 à Sainte-Marie en 1968
L'Accident d'un DC-6 à Sainte-Marie est un accident aérien qui a eu lieu sur l'île de La Réunion, département et région d'outre-mer français dans le Sud-Ouest de l'océan Indien, le 9 mars 1968 au soir. Un Douglas DC-6 militaire ayant décollé de l'aéroport de Gillot à 23 h 15 s'écrase quelques minutes plus tard dans les Hauts de la commune de Sainte-Marie, causant la mort de seize personnes, dont le général Charles Ailleret. Cet accident aérien demeure le plus grave de l'histoire de La Réunion.

## Déroulement du vol
L'avion qui devait initialement atterrir à Djibouti à 11h40 s'écrasa quelques instants après son décollage.
Plusieurs hypothèses ont émises pour expliquer cet accident, comme l'état de fatigue de l'équipage, un sabotage, l'alcool, un problème mécanique ou encore la pression de la hiérarchie pour décoller malgré les mauvaises conditions météorologiques, mais aucun élément n'a permis d'en déterminer les véritables causes. L'affaire est toujours classée secret défense.
La seule survivante fut l'infirmière (convoyeuse de l'air) du général Ailleret, Michèle Renard qui témoigna en 1998 sur cette tragédie,.
Une commémoration de cet accident a eu lieu en mars 2018.